# Anto Jeleč
Anto Jeleč, bosansko-hercegovski general, * 3. februar 1959.
Bil je načelnik Združenega štaba Oboroženih sil Bosne in Hercegovine.